# Alte Hehlenriede
Die Alte Hehlenriede ist ein knapp 3 Kilometer langer Bach in Gifhorn. Sie ist die frühere Fortsetzung der Hehlenriede westlich der Bundesstraße 4 und mündet im Ortsteil Winkel in den Allerkanal.

## Geographie

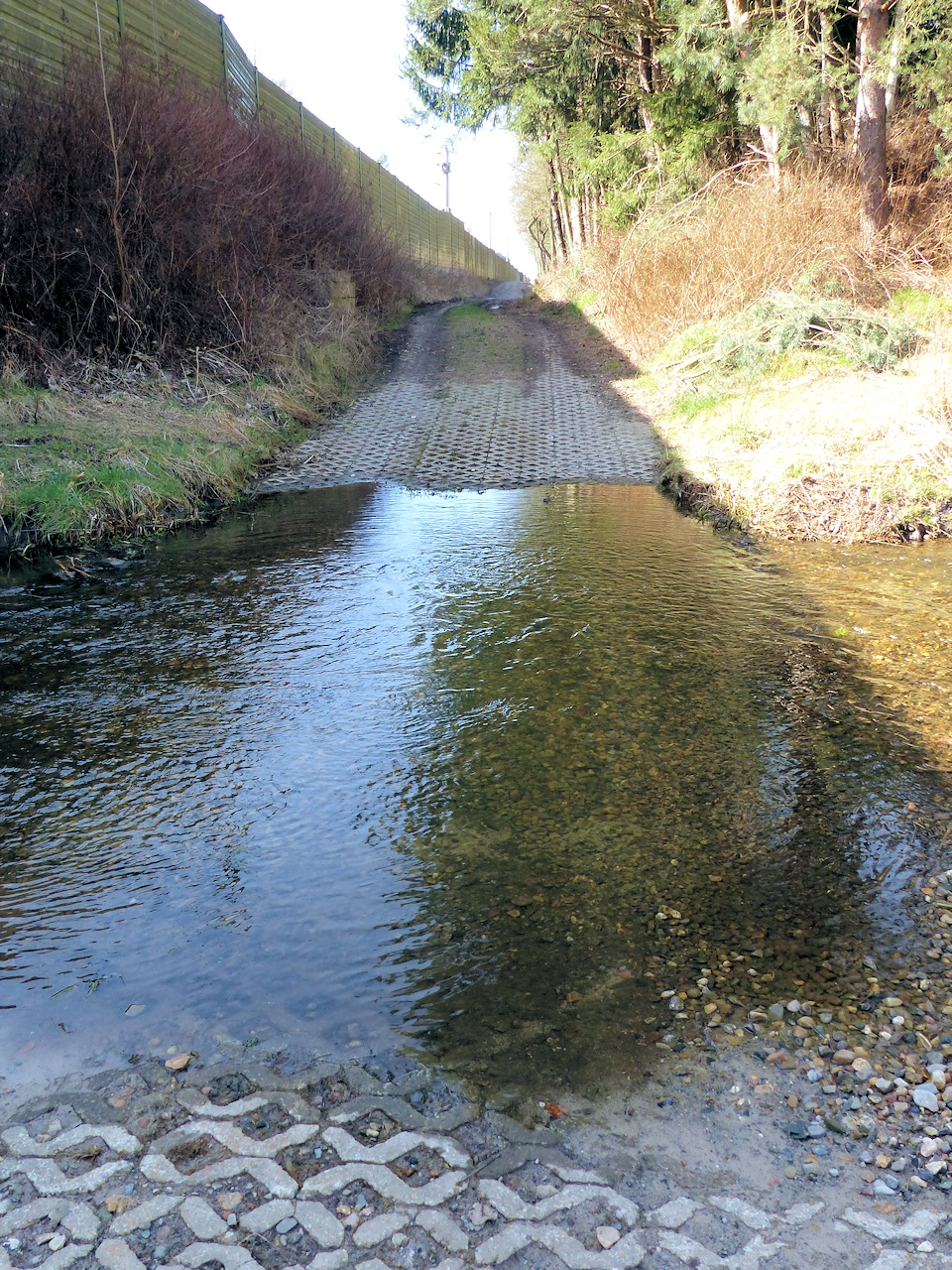
Furt an der ICE-Bahnstrecke kurz vor der Mündung in den Allerkanal bei Winkel

Der frühere Verlauf der Hehlenriede ist beim Bau der Ortsumgehung Gifhorns unterbrochen und der Bach östlich des Straßendamms bis zum Allerkanal verlegt worden. Der alte Bachlauf westlich der B4 beginnt an der Einmündung eines von Süden kommenden Feldbachs, der an der Siedlung östlich von Ribbesbüttel beginnt. Die Alte Hehlenriede nimmt weitere von links zufließende Feldbäche auf sowie die Rötgesbütteler Riede und die Vollbütteler Riede. Der Bachverlauf ist im Gegensatz zu den zufließenden Gewässern morphologisch naturbelassener und schlängelt sich vorwiegend durch ein Waldgebiet südlich des Allerkanals. Von rechts fließt ein Abzweig der Hehlenriede zu, der mehrere Teiche speist.
Kurz vor der Mündung in den Allerkanal knickt der Bach nach Norden ab und wird von der ICE-Bahnstrecke Hannover–Berlin überquert, an deren Nordseite ein Wirtschaftsweg durch eine Furt geführt wird. An der Einmündung quert eine Holzbrücke den Bach.